# Fußstein
Der Fußstein, ursprünglich auch „Fuirstein“ (Feuerstein) genannt, ist ein 3380 m ü. A. hoher Berg im Tuxer Kamm innerhalb der Zillertaler Alpen. Er ist wegen seines festen Granitgneises ein bedeutender Kletterberg.

## Lage

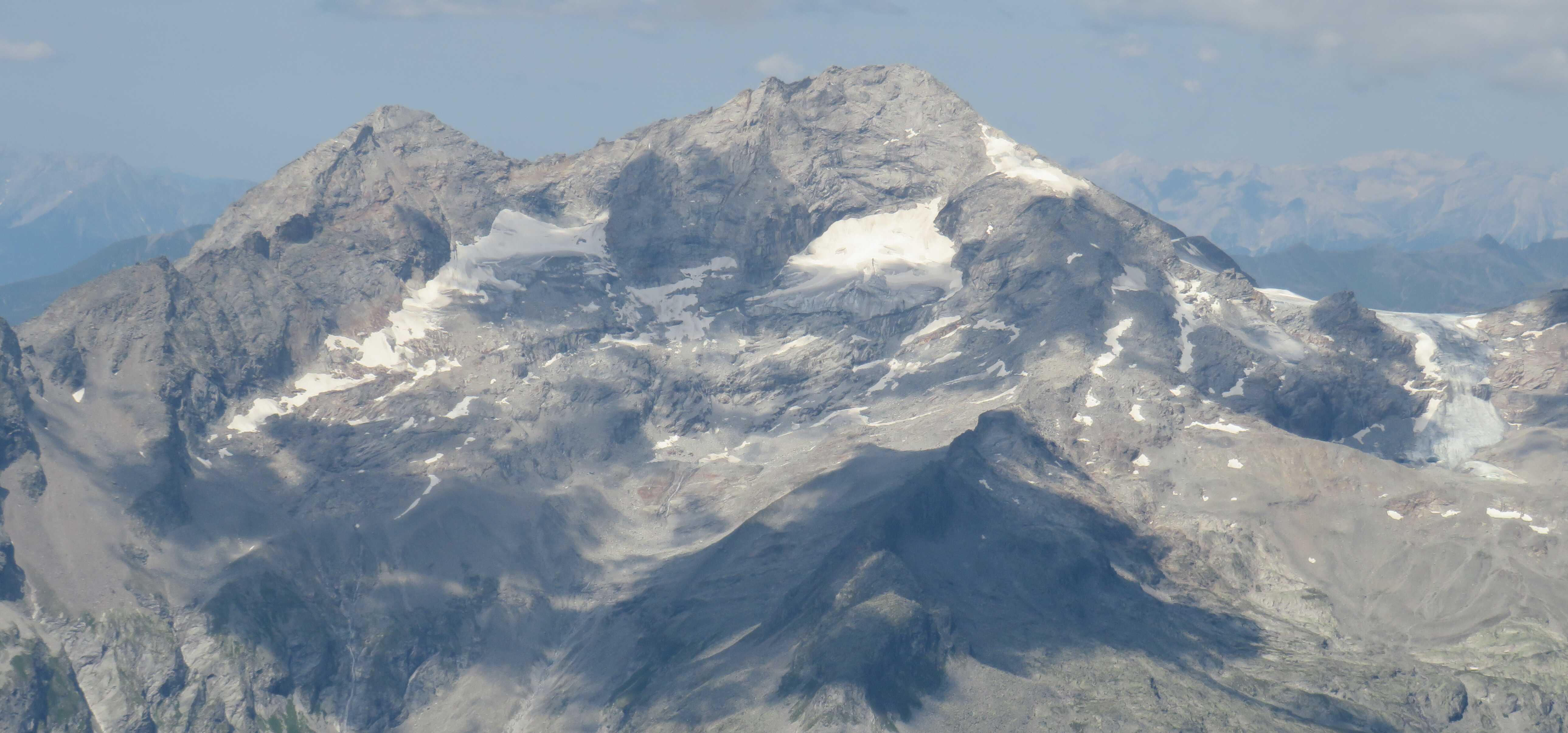
Gipfelaufbau von Fußstein (links) und Olperer (rechts) aus Südosten, davor das Unterschrammachkees, rechts der Riepengrat mit den Normalweg zum Olperer, ganz rechts der Riepensattel mit dem Skigebiet Hintertuxer Gletscher, mittig der leichteste Anstieg auf den Fußstein, ganz links die Alpeiner Scharte

Der Fußstein liegt im Tuxer Kamm, einen Kilometer südwestlich des Olperers, mit dem er durch einen ausgeprägten Grat verbunden ist. Er ist der dominierende Gipfel über dem Alpeiner Tal, einem Seitental des Valser Tals. Der Südgrat des Berges leitet hinab zur Alpeiner Scharte, einem anspruchsvollen Übergang (als alpiner Bergsteig markiert) vom Zamser Grund (Pfitscher Joch) hinüber in das Valser Tal bzw. von der Olperer Hütte bzw. dem Pfitscher-Joch-Haus zur Geraer Hütte. Im weiteren Gratverlauf schließt sich südseitig der Gipfel des Schrammachners an. Der Fußstein ist an zwei Seiten von Gletschern umgeben: Nördlich liegt der Olpererferner, südöstlich das Unterschrammachkees.
Am Gipfel des Fußsteins (eisernes Gipfelkreuz mit Buch) treffen die Gemeinden Vals und Schmirn (Bezirk Innsbruck-Land) und Finkenberg (Bezirk Schwaz) zusammen. Der Finkenberger Anteil gehört zum Naturpark Zillertal.
Unterhalb des Südgrates liegt westseitig nahe der Alpeiner Scharte ein ehemaliges Molybdänwerk aus dem Zweiten Weltkrieg. Dieses Bergwerk wurde seinerzeit zum Abbau von Molybdän (griechisch für Blei) aufwändig errichtet, heute sind noch Teile der Stollenanlagen, die Planierungen, auf denen die Baracken für die Arbeiter standen, sowie ein Teil der errichteten Seilbahnanlage, die zum Abtransport des Materials hinab ins Valser Tal gebaut wurde, wo sich die Aufbereitungsanlagen befanden, sichtbar. Die übrigen Bauten wurden direkt nach dem Krieg wieder abgebaut, da sich der Abbau wirtschaftlich nicht rechnete.
Am Fuß der Südwand gibt es oberhalb der Geraer Hütte einen Klettergarten. Auch am westlichen Ende der Nordwand befindet sich ein weniger bekannter Klettergarten.

## Routen zum Gipfel

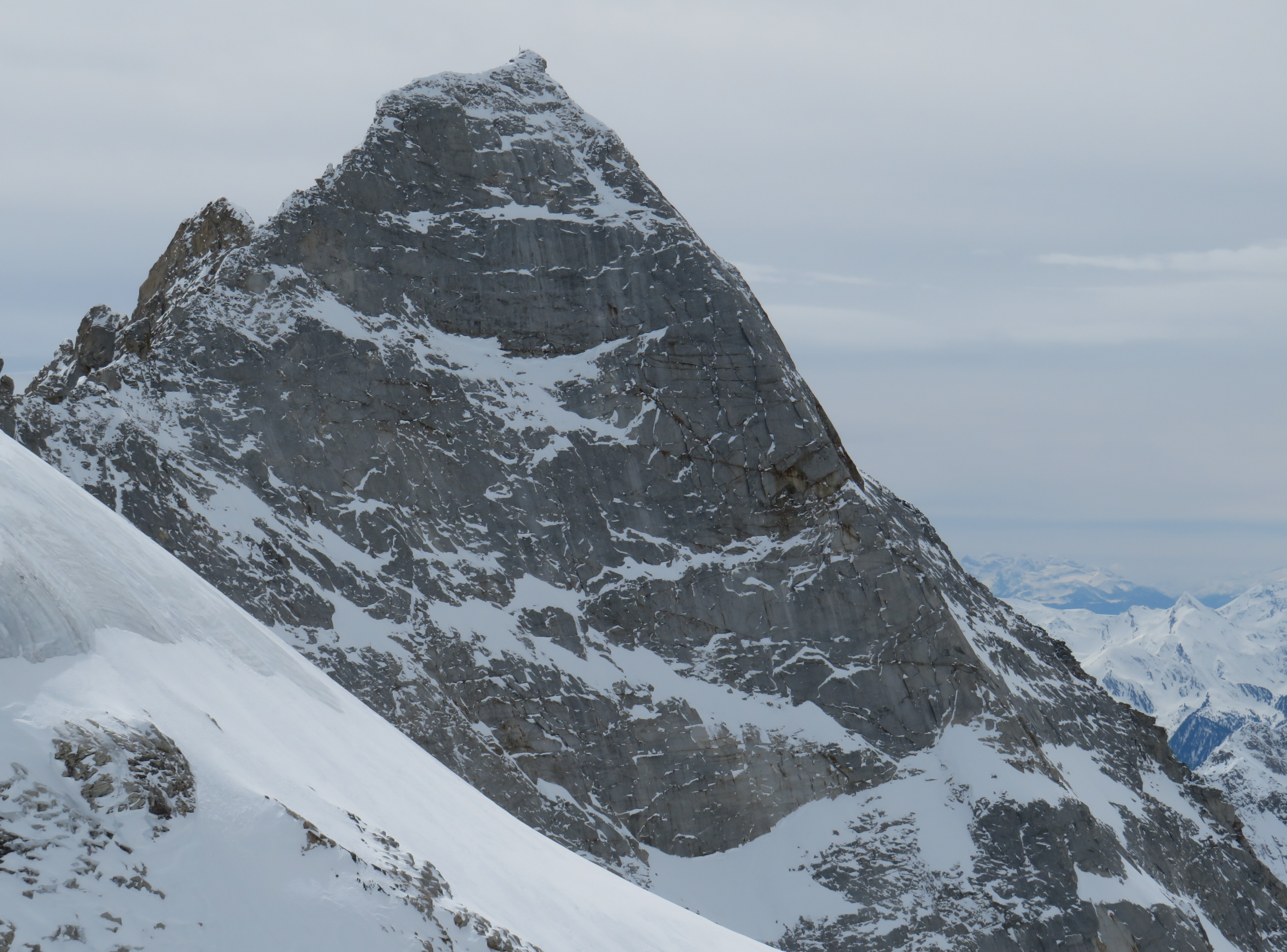
Fußstein Gipfelaufbau aus Nordost mit Fußsteinkante (oberer Teil)

- Die leichteste Route auf den Fußstein (UIAA I) führt von der Olpererhütte über die Südostseite. Dieser Weg wurde auch von den Erstbesteigern 1880 gewählt.
- Als Normalweg gilt jedoch der Anstieg über die Südflanke von der Geraer Hütte (UIAA II), 1881 von Emil und Otto Zsigmondy und Gefährten erstmals begangen.
- Die bekannteste Route ist die klassische Nordkante (UIAA V-), meist „Fußsteinkante“ genannt (Wandbuch nach der 12. Seillänge, Abstieg über Westgrat mit Abseilstellen). Sie wurde 1935 von H. Frenademetz und K. Tschaler erstbegangen und ist auch in Walter Pauses Im extremen Fels beschrieben.[3][4][5]
- Leichtere Anstiege sind der Südgrat (UIAA III, Grün, Lechner und Lechner 1895) und der
- Westsüdwestgrat (UIAA III, Haas, Fröhlich und Mühlsteiger 1896). Der Westsüdwestgrat ist auch bekannt unter den Namen Hüttengrat.
- Die Gratüberschreitung zum Olperer (Lammer, 1884) wies bis zu einem Felssturz die Schwierigkeit V- auf; nun liegt sie etwa bei VII (1 schwer absicherbare Stelle).

## Literatur

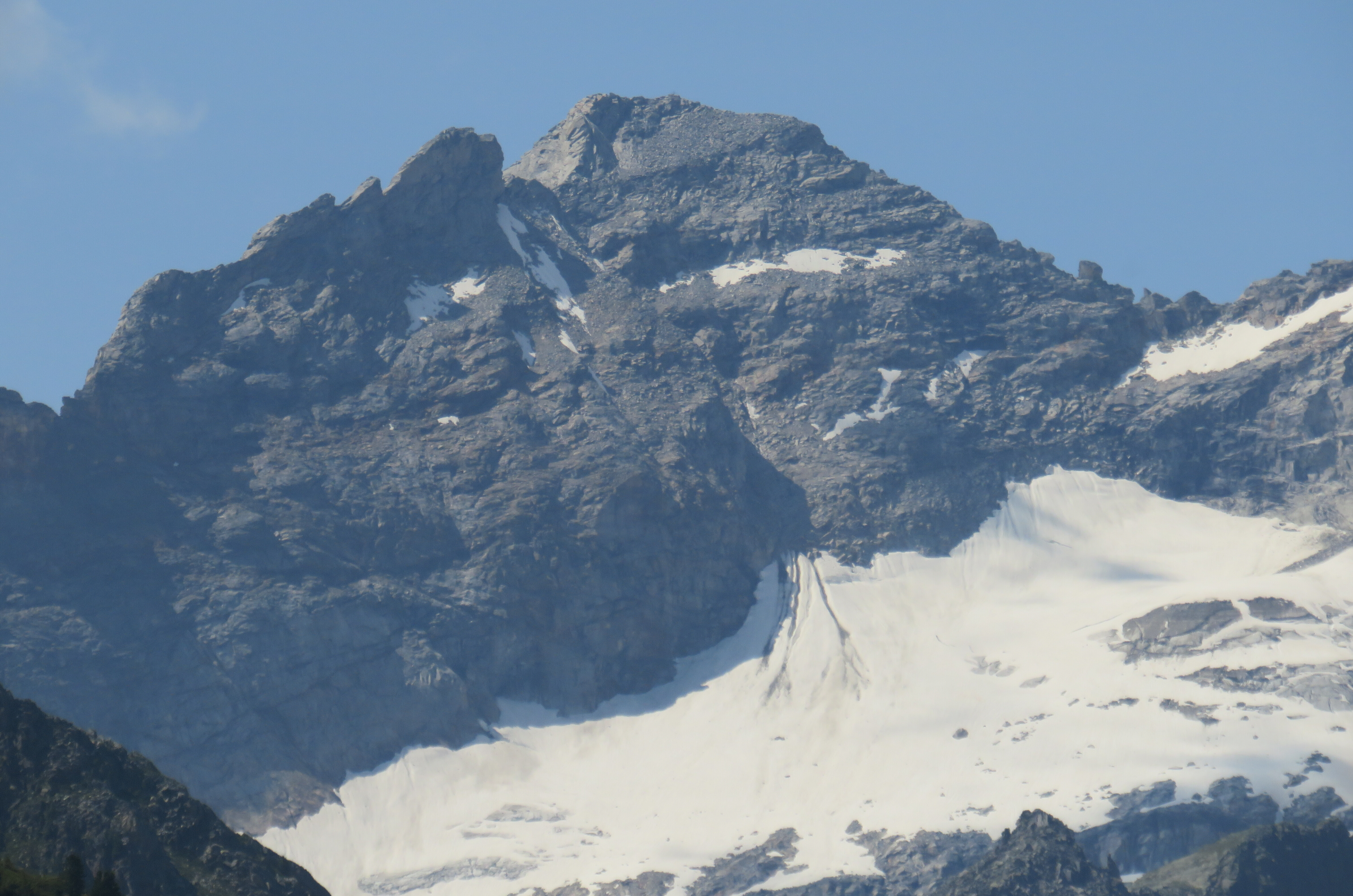
Gipfelaufbau des Fußsteins von Südosten mit Unterschrammachkees, rechts der Grat zum Olperer